# قطعنامه ۱۹۹۷ شورای امنیت
قطعنامه ۱۹۹۷ شورای امنیت سازمان ملل متحد که در تاریخ ۱۱ جولای ۲۰۱۱ تصویب شد، سندی بین‌المللی دربارهٔ بررسی وضعیت سودان است. این قطعنامه طی نشست ۶۵۷۹ام با ۱۵ رای موافق، ۰ مخالف و ۰ ممتنع تصویب شد.